# Алфред де Мизе
Алфред Луј Шарл де Мизе Патај (фр. Alfred de Musset; Париз, 11. децембра 1810 — 2. маја 1857) био је француски драмски писац, песник и романописац. Највише је познат по својој поезији и аутобиографском роману Исповест једног детета века (франц. La Confession d'un enfant du siècle).

## Биографија
Мизе је рођен у Паризу. Његова породица била је из више класе, али сиромашна, а отац је радио на разним кључним државним функцијама, али сину никада није давао новац. Његова мајка је потекла из сличних околности, а њена улога домаћице — на пример забаве у салону, ручкови и вечере у резиденцији Мизе- оставила је трајни утисак на младог Алфреда.
Рани показатељи Мизеових дечачких талената видели су се по његовој наклоности према глумачким импровизованим мини представама заснованим на епизодама из старих љубавних прича које је читао. Годинама касније, старији брат Пол де Мизе сачуваће ове и многе друге детаље за потомство у биографији о свом славном млађем брату.
Уз помоћ Пола Фошера, девера Виктора Ига, почео је да посећује, са 17 година, Сенакл, књижевни салон Шарла Нодијераа у Bibliothèque de l'Arsenal. После покушаја медицинске каријере (од које је одустао због неукуса за сецирање), права, цртања, енглеског и клавира, постао је један од првих писаца романтизма, са првом песничком збирком Contes d'Espagne et d'Italie (1829, Приче о Шпанији и Италији). Када је навршио двадесет година, његову растућу књижевну славу већ је пратила сумпорна репутација коју је хранила његова кицошка страна.
Био је библиотекар француског Министарства унутрашњих послова током периода Јулске монархије. Његова политика била је либералног типа и био је у добрим односима са породицом Луја Филипа Првог. У то време се такође укључио у полемику током рајнске кризе 1840., коју је изазвао француски премијер Луј Адолф Тјер, који је као министар унутрашњих послова био Мизеов надређени. Тјер је сматрао да Француска треба да поседује леву обалу Рајне (која се описује као природна граница Француске), као некада под Наполеоном, иако је немачко становништво чинило већину на тој територији. Као реакција на ове захтеве спеване су немачке песме и поеме, укључујући и познату Рајнску песму Николауса Бекера, која је садржала стих: Неће је имати, слободна, немачка Рајна (нем. Sie sollen ihn nicht haben, den freien, deutschen Rhein). Мизе је на то одговорио сопственом песмом: Имали смо је, вашу немачку Рајну (франц. Nous l'avons eu, votre Rhin allemand).
Мизе је о својој познатој љубавној вези са Жорж Санд (1833—1835) писао у свом аутобиографском роману Исповест једног детета века (1836), по којем су снимљени филмови Деца века (1999) и Исповест једног детета века (2012), док је Санд аферу описала у свом роману Она и он. Мизеове Nuits (1835—1837) прати емоционални преокрет његове љубави према Санд од раног очаја до коначне оставке. Такође се верује да је анонимни аутор Gamiani, or Two Nights of Excess (1833), лезбејског еротског романа за који се такође верује да је направљен по узору на Санд.
Изван везе са Сандом, био је позната личност у јавним кућама и опште је прихваћено да је анонимни аутор-клијент који је претукао и понизио ауторку и куртизану Céleste de Chabrillan, познату и као Ла Могадор.
Мизе је смењен са места библиотекара од стране новог министра Ледру-Ролина након револуције 1848. године. Међутим, именован је за библиотекара Министарства за јавно образовање 1853. године.
Мизеу је 24. априла 1845. године додељена Легија части, у исто време када и Балзаку, а у Француску академију је примљен 1852. године након два неуспела покушаја 1848. и 1850. године.
Алфред де Мизе умро је у сну у Паризу 1857. Узрок је била срчана слабост, комбинација алкохолизма и дуготрајна аортна инсуфицијенција. Један од симптома који је приметио његов брат био је клацкање главе као резултат појачавања пулса; ово је касније названо де Мизеовим знаком. Сахрањен је на гробљу Père Lachaise у Паризу.

## Критике и утицај
Француски песник Артур Рембо био је веома критичан према Мизеовом делу. Рембо је у свом Писму видовњака (Lettres du Voyant) написао да Мизеније ништа постигао јер је „затворио очи” пред визијама (Писмо Полу Деменију, мај 1871.).
La règle du jeu (Правила игре) редитеља Жана Реноара инспирисана је Мизеовом представом Les Caprices de Marianne.
Слика Анрија Жервеа из 1878. године заснована је на песми Де Мизеа. Жири Салона Париза одбио га је због неморала, јер садржи сугестивне метафоре у сцени из песме, са голом проститутком након секса са клијентом, али је контроверза помогла Жервеовој каријери.

## Музика
Бројни (често француски) композитори писали су дела користећи Мизеову поезију током 19. и почетком 20. века.

### Опера
Опера Жорж Бизеа Djamileh (1871., са либретом Луја Галета) заснована је на Мизеовој причи Namouna. Представа La Coupe et les lèvres била је основа опере Ђакома Пучинија Едгар (1889). Етел Смит компоновала је оперу засновану на Fantasio која је премијерно изведена у Вејмару 1898. Опера Андреа дел Сарто (1968) француског композитора Жан Ив Данијел Лезура (1908—2002) заснована је на Мизеовој драми André del Sarto. Lorenzaccio, који се одржава у Фиренци Медичија, углазбио је музичар Силвано Бусоти 1972. године.

### Песма
Бизе је Мизеову песму A Une Fleur поставио за глас и клавир. Полин Виардо поставила је Мизеову песму Madrid за глас и клавир као део својих 6 Мелодија (1884). Велшки композитор Морфид Лвин Овен написао је поставке песама за Мизеове La Tristesse и Chanson de Fortunio. Pour les funérailles d'un soldat Лили Буланже за баритон, мешовити хор и оркестар поставка је неколико редова из 4. чина Мизеове драме La Coupe et les lèvres.

### Остало
Шејн Брајант глуми Алфреда де Мизеа у продукцији Notorious Woman у позоришту Masterpiece Theatre, 1974.
2007. године, Селин Дион је за свој албум D'elles снимила песму под називом Lettre de George Sand à Alfred de Musset.
„Не играј се љубављу” је југословенски ТВ филм из 1968. године. Режирао га је Сава Мрмак а сценарио је написао Алфред де Мизе.

## Списак дела

### Поезија
- À Mademoiselle Zoé le Douairin (1826).
- Un rêve (1828).
- Contes d'Espagne et d'Italie (1830).
- La Quittance du diable (1830).
- La Coupe et les lèvres (1831).
- Namouna (1831).
- Rolla (1833).
- Perdican (1834).
- Camille et Rosette (1834).
- L'Espoir en Dieu (1838).
- La Nuit de mai (1835).
- La Nuit de décembre (1835).
- La Nuit d'août (1836).
- La Nuit d'octobre (1837).
- La Nuit d'avril (1838).
- Chanson de Barberine (1836).
- À la Malibran (1837).
- Tristesse (1840).
- Une Soirée perdue (1840).
- Souvenir (1841).
- Le Voyage où il vous plaira (1842).
- Sur la paresse (1842).
- Après une lecture (1842).
- Les Filles de Loth (1849).
- Carmosine (1850).
- Bettine (1851).
- Faustine (1851).
- Œuvres posthumes (1860).

### Представе
- La Quittance du diable (1830).
- La Nuit vénitienne (1830).
  - до 1847. године, све су биле неуспешне.
- La Coupe et les lèvres (1831).
- À quoi rêvent les jeunes filles (1832).
- André del Sarto (1833).
- Les Caprices de Marianne (1833).
- Lorenzaccio (1833).
- Fantasio (1834).
- On ne badine pas avec l'amour (1834).
- La Quenouille de Barberine (1835).
- Le Chandelier (1835).
- Il ne faut jurer de rien (1836).
- Faire sans dire (1836).
- Un Caprice (1837).
  - први пут је била играна 1847. године и била је огроман успех, захваљујући њој, кренуле су да се играју и остале представе
- L'Habit vert (1849).
- Louison (1849).
- On ne saurait penser à tout (1849).
- L'Âne et le Ruisseau (1855).

### Романи
- La Confession d'un enfant du siècle (The Confession of a Child of the Century, 1836).
- Histoire d'un merle blanc (The White Blackbird, 1842).

### Кратке приче и новеле
- Emmeline (1837).
- Le Fils du Titien (1838).
- Frédéric et Bernerette (1838).
- Margot (1838).
- Croisilles (1839).
- Les Deux Maîtresses (1840).
- Histoire d'un merle blanc (1842).
- Pierre et Camille (1844).
- Le Secret de Javotte (1844).
- Les Frères Van Buck (1844).
- Mimi Pinson (1845).
- La Mouche (1853).

### На енглеском преводу
- A Good Little Wife (1847).
- Selections from the Prose and Poetry of Alfred de Musset (1870).
- Tales from Alfred de Musset (1888).
- The Beauty Spot (1888).
- Old and New (1890).
- The Confession of a Child of the Century (1892).
- Barberine (1892).
- The Complete Writings of Alfred de Musset (1907).
- The Green Coat (1914).
- Fantasio (1929).
- Camille and Perdican (1961).
- Historical Dramas (1997).
- Lorenzaccio (1998).
- Twelve Plays (2001).